# Legends Tour 2015
De Legends Tour 2015 is het zestiende seizoen van de Legends Tour, een professionele golftour voor vrouwen, ouder dan 45 jaar. Er stonden negen officiële toernooien op de kalender.

## Kalender
| Datum | Datum | Toernooi                                     | Stad                   | Winnaar           | Score | Score | Info           |
| ----- | ----- | -------------------------------------------- | ---------------------- | ----------------- | ----- | ----- | -------------- |
| 06-03 | 08-03 | Walgreens Charity Classic                    | Sun City West, Arizona | Kris Tschetter po | 138   | –6    |                |
| 16-04 | 19-04 | Chico's Patty Berg Memorial                  | Fort Myers, Florida    | Laurie Rinker     | 139   | –5    | Nieuw toernooi |
| 25-06 | 26-06 | Judson Collegiate & Legends Pro-Am Challenge | Atlanta, Georgia       |                   |       |       |                |
| 12-08 | 12-08 | Wendy's Charity Challenge                    | Jackson, Michigan      |                   |       |       |                |
| 28-08 | 30-08 | The Legends Championship                     | French Lick, Indiana   |                   |       |       |                |
| 05-11 | 07-11 | Walgreens Charity Championship               | Delray Beach, Florida  |                   |       |       |                |
| 12-11 | 14-11 | ISPS Handa Cup                               | Sarasota, Florida      |                   |       |       |                |

| po = winnares na play-off |

## Trivia
- Op 12 augustus wordt er de Walgreens Charity Pro-Am georganiseerd. Het is een golfwedstrijd voor Pro-Ams en een inzamelactie voor goede doelen.
- Op 16 september wordt er de BJ's Charity Pro-Am georganiseerd. Het is een golfwedstrijd voor Pro-Ams en een inzamelactie voor goede doelen.

2000 ·
2001 ·
2002 ·
2003 ·
2004 ·
2005 ·
2006 ·
2007 ·
2008 ·
2009 ·
2010 ·
2011 ·
2012 ·
2013 ·
2014 ·
2015